# Самугео
Самугео (итал. Samugheo) је насеље у Италији у округу Ористано, региону Сардинија.
Према процени из 2011. у насељу је живело 3183 становника. Насеље се налази на надморској висини од 379 м.

## Становништво
Према резултатима пописа становништва 2011. у општини је живело 3.183 становника.
| 1931. | 1936. | 1951. | 1961. | 1971. | 1981. | 1991. | 2001. | 2011. |
| ----- | ----- | ----- | ----- | ----- | ----- | ----- | ----- | ----- |
| 3.267 | 3.443 | 3.946 | 4.045 | 4.017 | 3.752 | 3.741 | 3.509 | 3.183 |

## Партнерски градови
- Трикарико (Матера)